# Mas Frigola
Mas Frigola és un edifici catalogat a l'Inventari del Patrimoni Arquitectònic de Catalunya al municipi de Vilanant (Alt Empordà) del segle xvi, la mateixa època en què va ser bastit també el proper mas Arrufat.
La masia encara conserva la seva funció agrícola i ramadera. El mas Frigola és a mig quilòmetre del poble de Taravaus. És una masia que presenta un creixement orgànic, amb diverses construccions afegides a un cos central en funció de les necessitats successives; té com a element més remarcable la torre de defensa, a l'angle sud-oest. El cos principal de la masia té coberta de teula a dos vessants, amb el carener perpendicular a la línia de façana. La façana principal té un gran portal adovellat d'accés i una finestra superior rectangular amb motllura guardapols. La torre de defensa, actualment molt modificada, és de planta quadrada i està coberta per teulada a dos vessants. Els paraments són de còdols, i els angles i els marcs de les obertures de carreus. S'hi conserven diverses espitlleres, així com la base de pedra d'un matacà que defensava la porta de comunicació amb la casa.